# Louis Pons (artiste)
Pour les articles homonymes, voir Louis Pons.
Louis Pons, né le 30 avril 1927 à Marseille et mort dans la même ville le 12 janvier 2021, est un artiste plasticien français.

## Biographie
Après des études primaires à Marseille, à l'école des Chartreux, Louis Pons apprend le métier d'ajusteur à l'école des métiers d'Endoume, toujours à Marseille, mais ne l'exerce pas.
Dessinateur de presse à la Libération, dans les journaux issus de la Résistance, il est aussi, brièvement, comptable, ouvrier agricole, vendangeur, peintre en bâtiment… 
En 1948-1949, il passe un an et demi en sanatorium, à Hauteville[Où ?]. Malade, il vit à la campagne dans différents lieux du sud de la France : Montfroc, Simiane-la-Rotonde, Vence, Le Piole, Saint-Paul-de-Vence, Aix-en-Provence, Antibes, Sillans-la-Cascade.
Il découvre l'œuvre de Joë Bousquet, les dessins de Louis Soutter, les aphorismes de Lichtenberg. Il réalise environ 2 000 dessins à l'encre de Chine pendant cette période, il peint et acquiert une presse de graveur. Mais atteint de troubles visuels, il est obligé d'abandonner le dessin.
En 1959, il compose ses premiers assemblages, sortes de collages en trois dimensions, ou tableaux en relief faits d'objets et de matériaux de récupération.
Son œuvre a reçu l'étiquette de « surréalisme » ou encore d'« art brut ». Certes il s'en est nourri, mais Louis Pons est un singulier de l'art ; à travers ses boîtes, ses reliquaires, ses collages, ses assemblages, il poursuit inlassablement une ethnologie poétique qui lui est propre. Gilles Plazy dit de lui qu'il est un « amasseur de débris qui compose des œuvres originales avec des choses usées », des œuvres que l'on peut trouver morbides mais qui sont toujours pleines de bizarreries, d'incongruités, de surprises et parfois même d'humour.

### Distinction
- 1971 : prix Bill Copley aux États-Unis[5]

### Citations
« La décharge publique, un musée qui a raté son coup. »

« Je tue le temps à coups de plume Sergent-Major. Ce sera long. »

— cité par Philippe Dagen

## Expositions (sélection)

### Expositions personnelles
- 1960 :
  - Galerie Le Clou, Forcalquier
- 1962 :
  - Galerie Lesperut, Marseille
  - 33 jouets pour adultes, Galerie Alphonse Chave, Vence
  - Galerie Alain le Breton, Marseille
  - Galerie La Calade, Avignon
- 1966, 1967 :
  - Galerie Zodiaque, Genève
- 1969, 1971, 1974, 1977, 1980 :
  - Galerie Le Point Cardinal, Paris
- 1981 :
  - Galerie Loeb, Berne
  - Galerie Pudelko, Bonn
- 1982 :
  - « Assemblages, reliefs », galerie Malaval, Lyon
  - « Parcours », galerie Alphonse Chave, Vence
- 1984 :
  - « Objets récents », Foire d'art internationale de Chicago, galerie Claude Bernard, Chicago
- 1987 : 
  - Rétrospective, galerie Alphonse Chave, Vence
- 1988 : 
  - « Œuvres récentes », galerie Claude Bernard, Paris
- 1991 :
  - L'Arsenal, Metz
- 1997 :
  - Maison de la culture de Bourges
  - Galerie Baudouin Lebon Paris
- 2000 : 
  - Halle Saint-Pierre Paris
  - « Correspondances silencieuses, 1947-2000 », dessins, gravures et objets, musée Ziem, Martigues
- 2004 :
  - Château d'Hauterives
- 2008 :
  - Château de Vascœuil (Eure)
- 2011 :
  - « La plume est le dard du dessinateur », musée Fenaille, Rodez
- 2013
  - « Louis Pons, braconnier de l’art », musée Hébert, La Tronche.
- 2023
  - Louis Pons : "j'aurai la peau des choses", Musée CANTINI Marseille

### Expositions collectives
- 1985 : 
  - FRAC Provence-Côte d'Azur, Fondation Maeght, Saint-Paul-de-Vence
  - « Créations singulières du Midi autour de Louis Pons », musée Ingres, Montauban
  - « Écrits, notes et couleurs », musée des Beaux-arts, Arras
  - « Ils collectionnent », musée Cantini, Marseille
  - « Peintres aux fourneaux », galerie Claude Bernard, Paris
- 1986 :
  - « Peintres aux fourneaux », galerie Alice Pauli, Lausanne
  - « Images du corps », Présence contemporaine, Aix-en-Provence
  - Hirshhorn Museum, Washington, États-Unis
  - « Eric Dietman, Bernar Vent, Malaval, Louis Pons », FRAC, Marseille
  - « Insolitude : Chassepot, Dado, Hiquily, Louis Pons, Roel d'Haese, Fabian, Sanchez », Nantes
  - « Boîtes », galerie Athanor, Marseille
  - « Rituels : Victor Brauner, Courtin, Kalinowski, Bohem, Louis Pons, Marie Morel », château de Tanlay
  - « Images du corps », Kultur Abteilung Einladung, Bayer (Allemagne)
- 1987 : 
  - « Les éléphants sont parmi nous », 40e anniversaire de la galerie Alphonse Chave, Vence
- 1988 :
  - « Le corps en question », musée Cantini, Marseille
  - « Jean Dubuffet et Regard d'un collectionneur », château de Tanlay
  - « L'été à Marseille, cabinet d'amateur, chez M. et Mme Le Goff », Marseille
  - Musée d'histoire naturelle, La Rochelle
- 1989 :
  - « Les détours du bois », galerie Alphonse Chave, Vence
  - « Dimension jouets », Vieille Charité, Marseille
  - « Le corps en question », musée Cantini, Marseille
- 1990 :
  - « L'oiseau en perd sa plume », galerie Alphonse Chave, Vence
- 1991 :
  - « Groupe agonal », galerie Alphonse Chave, Paris
  - « Du camembert à l'art contemporain - Arman, César, Élisabeth Chabin, Christoff Debusschere, Jean-Michel Folon, Charles Matton, Louis Pons, Wilhelm Schlote (de), Roland Topor… », Galerie AT, Paris (prolongation itinérante aux États-Unis)[6]
- 1993 :
  - « Haute tension IV », galerie Alphonse Chave, Vence
- 1998 :
  - « Surprises des réserves », galerie Alphonse Chave, Vence
- 2008 : 
  - « Passeurs de frontières : Pierre Bettencourt, Gaston Chaissac, Louis Pons »[7], abbaye d'Auberive

### Œuvres dans des collections publiques
- La Marseillaise[8], 1979, musée d'art de Toulon
- musée de Genève, Suisse
- musée de Lausanne, Suisse
- musée d'art moderne de la ville de Paris

### Filmographie
- Il apparaît dans le film Les Glaneurs et la Glaneuse d'Agnès Varda.